# Хемоград
Хемоград је стамбено насеље у Вршцу.

## Настанак
Хемоград је стамбено насеље у Вршцу на потезу између улица Светозара Марковића и Војводе Книћанина.
Развојем концерна "Хемофарм" у Вршцу, почетком и средином 90-их година 20. века дошло је до наглог развоја локалне привреде и саме фармацеутске индустрије у граду Вршцу. Побољшањем економских прилика у граду али првенствено у самом концерну „Хемофарм“ стекли су се услови за решавање стамбеног питања запослених у концерну.

## Изградња
Већ 1992. године дошло се на идеју да се ван урбаног дела града изгради посебно, наменско насеље за запослене у „Хемофарму“ и њихове породице. Израђени су пројекти који су обухватали изградње функционалних типских породичних кућа, стамбених ламела и локала.
Тако су 1994. године почети радови на 24 хектара површине.
Већ наредне, 1995. године довршени су први стамбени блокови са укупно 44 стана и 10 локала а наредне 1996. године и првих 8 породичних кућа.

## Галерија
- Породичне куће у улици Липа
- Стамбена ламела у Хемограду
- Породичне куће у улици Платана
- Ламела у улици Бреза
- Нова ламела